# Lai Mort
Der Lai Mort ⓘ (rätoromanisch im Idiom Surmiran lai ‚See‘ und mort ‚tot‘) ist ein Bergsee zwischen Tinizong und Bergün/Bravuogn auf Gemeindegebiet von Surses im Kanton Graubünden in den schweizerischen Alpen. Er liegt auf 2603 m ü. M., südlich vom Pass d’Ela. Der See liegt mitten im Parc Ela, einem im Jahr 2006 eröffneten 600 km² grossen Naturpark.

## Lage und Umgebung

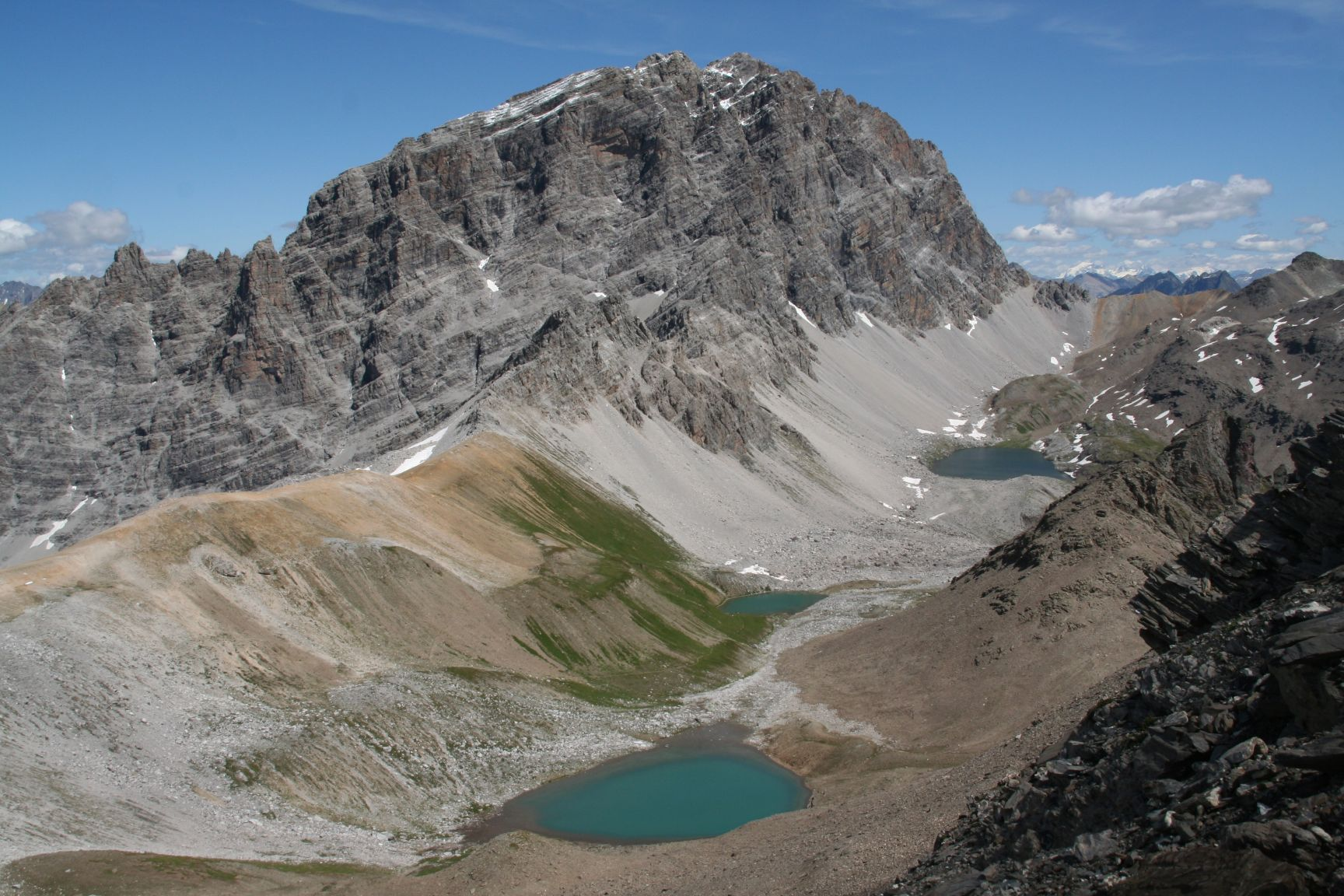
Die drei Seen auf dem Hochplateau Laiets (namenloser See im Vordergrund, Lai Mort in der Mitte und Lai Grond im Hintergrund) vor dem Piz Ela.

Der See liegt in den Albula-Alpen auf dem kleinen Hochplateau Laiets (rätoromanisch für ‚Seechen‘). Auf dem Hochplateau liegen zwei weitere Seen: Der Lai Grond (2595 m) und ein auf der Landeskarte nicht kotierter See auf 2648 m nordöstlich von der Pizza Grossa.

## Ela-Rundtour
Eine sehr bekannte Wanderung bzw. Skitour für weniger geübte Berggänger ist die Ela-Rundtour. Die zweitägige Tour beginnt in Bergün/Bravuogn (1367 m) oder Filisur (1032 m) und führt am ersten Tag zur Ela-Hütte (2252 m). Am zweiten Tag führt die Tour über den Pass d’Ela (2724 m), vorbei an den drei Bergseen auf dem Hochplateau Laiets (ein namenloser See auf 2648 m, Lai Mort und Lai Grond) zur Fuorcla da Tschitta (2830 m) und dann nach Preda (1789 m).
Dauer: 3½ - 4½ h am ersten und 5 h am zweiten Tag.
Schwierigkeit: B

## Zugang

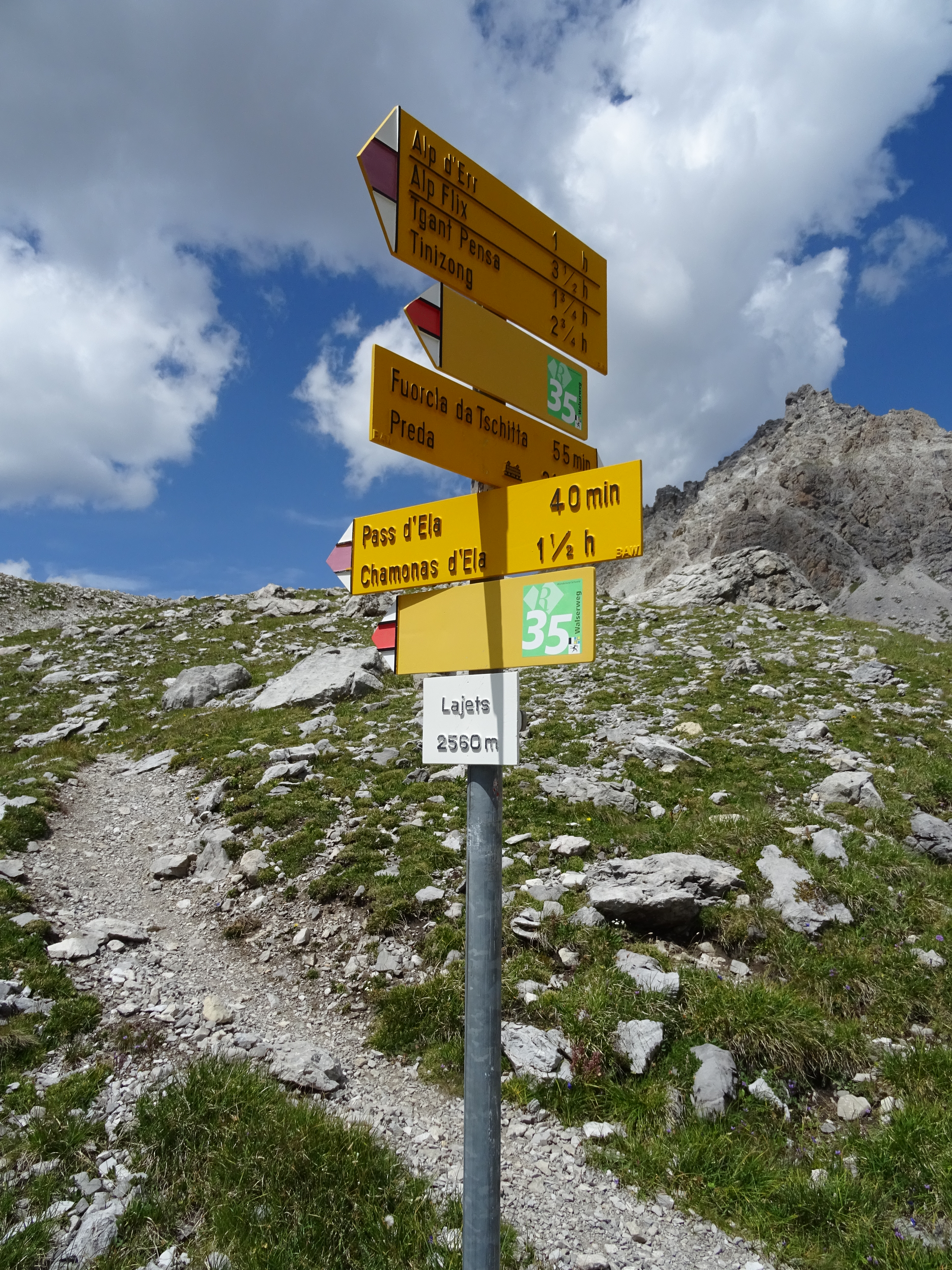
Wegweiser auf dem Hochplateau Laiets.

Häufige Ausgangspunkte sind Pensa, Naz, die Ela-Hütte oder Plang la Curvanera. Die Alpstrasse von Tinizong in das Val d’Err nach Pensa ist für den allgemeinen Motorfahrzeugverkehr gesperrt. Zum Parkplatz Plang la Curvanera (1893 m ü. M.) führt ein Strässchen von Savognin via Tussagn. Ein Wanderbus fährt dienstags sowie freitags von Savognin nach Pensa und mittwochs nach Plang la Curvanera.

### Von Tinizong
- Ausgangspunkt: Tinizong (1232 m) oder Pensa (1673 m)
- Route: Tinizong, Pensa, Motta d’Err, Alp Viglia (1973 m), Egipta
- Als Wanderweg weiss-rot-weiss markiert
- Schwierigkeit: B
- Zeitaufwand: 4 Stunden von Tinizong oder 3 Stunden von Pensa

### Von Naz
- Ausgangspunkt: Naz (1232 m)
- Route: Val Tschitta, Fuorcla da Tschitta (2830 m), Lai Grond
- Als Wanderweg weiss-rot-weiss markiert
- Schwierigkeit: B
- Zeitaufwand: 4 Stunden

### Von der Ela-Hütte
- Ausgangspunkt: Bergün/Bravuogn (1367 m), Alvaneu Bad (957 m), Filisur (1032 m) oder Ela-Hütte (2252 m)
- Route: Ela-Hütte, Pass d’Ela (2723 m), Namenloser See (2648 m)
- Als Wanderweg weiss-rot-weiss markiert
- Schwierigkeit: EB
- Zeitaufwand: 4 Stunden von Bergün/Bravuogn, 5 Stunden von Alvaneu Bad, 5 Stunden von Filisur oder 1½ Stunden von Ela-Hütte

### Von Savognin
- Ausgangspunkt: Savognin (1207 m) oder Plang la Curvanera (1844 m)
- Route: Savognin, Soras, Nassegl, Plang Begls, Lai Tigiel (2462 m), Pass digls Orgels (2692 m), Cotschen (2827 m), Pass d’Ela (2723 m), Namenloser See (2648 m)
- Als Wanderweg weiss-rot-weiss markiert
- Schwierigkeit: B
- Zeitaufwand: 5¼ Stunden von Savognin oder 3¾ Stunden von Plang la Curvanera